# Gargara picea
Gargara picea är en insektsart som beskrevs av Kato 1928. Gargara picea ingår i släktet Gargara och familjen hornstritar. Inga underarter finns listade i Catalogue of Life.